# 大橋 (目黑區)
大橋（日语：／ Ōhashi */?）是東京都目黑區北部的地名。現行行政地名為大橋一丁目與二丁目。2013年7月1日的人口有6,800人。

## 地理
北鄰駒場，東接青葉台，南連東山，西通世田谷區池尻。
大橋是由武藏野台地與大橋（橋梁）的低地所組成，多南向坡。學校、各種行政設施較多。

## 歷史
古代為荏原郡上目黑村駒場的一部分。

### 地名由來
地名來自目黑川上的橋樑大橋。住居表示實施時，依住民的要求更名為大橋。

## 交通

### 鐵路
- 東急田園都市線池尻大橋站 - （世田谷區池尻）

### 道路
- 國道246號(玉川通)
- 首都高速大橋JCT

## 設施
- 冰川神社（舊上目黑村的氏神。富士塚之一的目黑富士。）

## 備註
1. ↑  .   [2013-08-01]. （原始内容存档于2020-05-03）.
2. ↑  .   [2013-08-01]. （原始内容存档于2011-07-22）.